# Entre o Amor e a Espada

Entre o Amor e a Espada est une mini-série brésilienne diffusée par la TV Éducative de Rio de Janeiro en 2001. Écrite par Dimas de Oliveira Júnior, la mini-série raconte la vie de la marquise de Santos et de Rafael Tobias de Aguiar. 
On y retrouve notamment Rejane Marques (dans le rôle-titre), Etty Fraser, Norma Blum, Vera Nunes, Chico Martins, Leila Lopes, Cida Marques, Falcão, Pedro Palli et Régio Moreno.